# Hyperolius spinigularis
Hyperolius spinigularis és una espècie de granota de la família dels hiperòlids que viu a Malawi, Tanzània i, possiblement també, a Moçambic.